# 加賀市立橋立中学校
加賀市立橋立中学校（かがしりつ はしたてちゅうがっこう）は、かつて石川県加賀市小塩町にあった公立中学校。

## 沿革
- 1947年昭和22年4月 - 石川県江沼郡橋立村立北浜中学校創立
- 1952年昭和27年6月 - 石川県江沼郡橋立町立橋立中学校と改称
- 1958年昭和33年1月 - 石川県加賀市立橋立中学校と改称
- 1965年昭和40年1月 - 通学区域変更、高尾町は錦城中学校へ
- 2025年令和7年3月31日 - 加賀市立橋立小学校との統合により廃校[1]

## 部活動

### 運動部
- 男子バレーボール部
- 男子卓球部
- 女子卓球部
- 女子陸上部
- 社会体育部

### 文化部
- 吹奏楽部

## 交通アクセス
- 北陸本線 加賀温泉駅下車